# Сом Солдатова
Сом Солдатова (лат. Silurus soldatovi) — вид крупных бесчешуйчатых лучепёрых рыб семейства сомовых (Siluridae). Назван в честь русского ихтиолога Владимира Константиновича Солдатова, который в 1907—1913 годах работал в составе научной экспедиции в пойме реки Амур, изучая биологию проходных лососёвых и осетровых рыб.

## Описание
Пресноводная рыба, достигает в длину 4 м и веса 40 кг. Основу рациона составляют рыбы: карась, сазан, конёк, амурская щука и другие, иногда заглатывает водоплавающих птиц. На охоту выходит преимущественно ночью. Осенью уходит на более глубокие участки водоёмов, где ведёт малоподвижный образ жизни. Зимой не питается. Живёт более 30 лет.
Размеры и окраска тела схожи с таковыми у европейского сома. Спина и бока сома — коричнево-серые, с тёмными расплывчатыми разводами. Брюшко в большинстве случаев светлое.
Встречается в бассейне реки Амур, в реке Уссури и озере Ханка.
Созревает на четвёртом году жизни, нерестится в прибрежных зарослях с середины июня по июль. Икра откладывается на растительность, где сом Солдатова строит нечто вроде гнезда.
Ввиду сокращающейся численности сома с 1981 года запрещён промысел этих рыб в российской части Амура.
Сом Солдатова занесён в Красную книгу России. В 2014 году Московский монетный двор выпустил в серии «Красная книга» памятную монету номиналом 2 рубля с изображением сома Солдатова общим тиражом 5000 экземпляров.